# Tetsuya Naito
Tetsuya Naito (22 de junio de 1982) es un luchador profesional japonés, más conocido por su nombre en el ring como Naito. Formó parte del equipo "No Limit" a lado de Yujiro Takahashi. Actualmente trabaja en la empresa NJPW (New Japan Pro-Wrestling), en donde se desempeña como líder de los "Ingobernables de Japón". Además anteriormente Naito trabajo en las empresas CMLL (Consejo Mundial de Lucha Libre), y la TNA (Total Nonstop Action Wrestling).
Ha sido 3 veces Campeón Mundial al haber sido 3  Campeón Peso Pesado de la IWGP. También es 6 veces Campeón Intercontinental de la IWGP, dos veces Campeón en Parejas de la IWGP, una vez Campeón Peso Pesado Junior en Parejas de la IWGP con Yujiro Takahashi y una vez Campeón de Peso Abierto NEVER, que lo convierte en Campeón de Tres Coronas y también fue ganador de la New Japan Cup en 2016 y en dos ocasiones G1 Climax en 2013 y 2017.

## Carrera
En septiembre de 2000 se unió a la escuela de Lucha libre de Higo Hamaguchi mientras estaba en la Universidad, donde terminaría su formación básica.

### New Japan Pro-Wrestling (2006-2008)
El 13 de octubre de 2008, con Yujiro Takahashi, derrotaron a Minoru Tanaka y Prince Devitt, convirtiéndose así por primera vez en Campeones en Parejas Peso Completo Junior de IWGP. El 4 de enero de 2009, fueron derrotados por los Motor City Machine Guns (Alex Shelley y Chris Sabin), perdiendo el título de parejas de IWGP.

### Total Nonstop Action Wrestling (2009)
Poco después de perder el Campeonato Peso Pesado Junior en Parejas de la IWGP, viajó con Yujiro rumbo a Estados Unidos para incorporarse a la TNA, con el objetivo de recuperar sus títulos, pero no lo consiguieron.  

### Consejo Mundial de Lucha Libre (2009-2010)
Naito, junto a Yujiro, debutaron el 29 de mayo del 2009 en el CMLL, haciendo equipo con Dos Caras Jr., con quien derrotaron a Shocker, Héctor Garza, y Volador Jr.. Luego, junto a Yujiro Takahashi y Okumura, formaron la Ola Amarilla, venciendo a rivales como Último Guerrero, Rey Bucanero, Black Warrior, Atlantis y muchos más de los elementos del CMLL. El 31 de julio de 2009 participó en el Infierno en el Ring 2009 junto a otros 14 hombres más, quedando hasta el final y ganando la cabellera de Tarzan Boy, luego de aplicarle un Dragon Suplex. Pronto, Jushin Liger volvió a México y se unió a ellos, con quien harán equipo el 18 de septiembre en el 76 Aniversario del CMLL en una lucha "México vs. Japón" para batallar en contra de Último Guerrero, Shocker, Black Warrior y Héctor Garza.
Mientras que Yujiro no ha regresado a CMLL desde su regreso a NJPW el 4 de enero de 2010, Naito regresó en enero y ha declarado que le gustaría trabajar en México entre los tours de NJPW. Naito se asoció con Okumura y se espera que forme un equipo con Taichi, un novato de NJPW que viajará a México para ganar experiencia. 

### Regreso a NJPW (2010-presente)

#### 2010-2011
El 5 de diciembre de 2009, NJPW anunció que Yujiro y Naito regresarían a Japón como parte de su show anual del 4 de enero llamado Wrestle Kingdom IV. En el evento, Yujiro y Naito derrotaron al Team 3D (Brother Ray y Brother Devon) y Bad Intentions (Giant Bernard y Karl Anderson) en un combate de Triple Threat match para ganar el Campeonato en Parejas de la IWGP. El 14 de febrero, No Limit tuvo su primera defensa del título, derrotando a El Texano Jr. y El Terrible para retener el título. El 4 de abril en New Dimension, No Limit se unió al stable Chaos, liderado por el Campeón Peso Pesado de la IWGP, Shinsuke Nakamura. El 3 de mayo de 2010, en Wrestling Dontaku, Naito y Takahashi perdieron el Campeonato en Parejas de la IWGP ante Yuji Nagata y Wataru Inoue de Seigigun en un combate de Triple Threat match, que también incluyó Bad Intentions (Giant Bernard y Karl Anderson).
En mayo de 2011, Naito participó en la primera gira por Estados Unidos de New Japan, el Invasion Tour 2011 . El 13 de mayo en Rahway, Nueva Jersey, ingresó al torneo para determinar el primer Campeón Intercontinental de la IWGP, derrotando al luchador local Josh Daniels en su primer combate de la ronda. Al día siguiente en la ciudad de Nueva York , Naito fue eliminado del torneo en la etapa semifinal por MVP. A su regreso a Japón, Takahashi encendido Naito el 26 de mayo, disoviendo el equipo de No Limit, cambiándose a face.
El 18 de junio en Dominion 6.18, Takahashi derrotó a Naito en el primer combate entre los exmiembros de No Limit. El 28 de junio, Naito regresó a CMLL por un período de un mes. A su regreso a Japón, Naito se enfrentó a Takahashi durante el primer día del G1 Climax 2011 , con Takahashi una vez más saliendo victorioso. Naito luego ganó seis de sus ocho combates restantes, incluyendo grandes victorias sobre Giant Bernard, Yoshihiro Takayama y el Campeón Peso Pesado de la IWGP Hiroshi Tanahashi, para ganar su bloque y avanzar a la final del G1 Climax 2011. Sin embargo, al final, Naito no pudo ganar el torneo ya que fue derrotado en la final por Shinsuke Nakamura. El 19 de septiembre, Naito derrotó a Takahashi en el tercer partido de individuales entre los dos, después de lo cual hizo un desafío oficial hacia Hiroshi Tanahashi y el Campeonato de Peso Pesado IWGP. El 10 de octubre en Destruction '11, Naito falló en su intento de ganar el Campeonato Peso Pesado de la IWGP de Tanahashi.

#### 2012
El 4 de enero de 2012, a Wrestle Kingdom VI, Naito se enfrentó a Keiji Mutoh de All Japan Pro Wrestling en un esfuerzo por perder. Desde finales de 2011 hasta principios de 2012, Naito estuvo involucrado en una pelea con Shinsuke Nakamura, que se convirtió en un partido individual el 12 de febrero en The New Beginning, donde Naito salió victorioso y en el proceso se convirtió en el contendiente número uno al nuevo IWGP Campeón de peso pesado Kazuchika Okada.

#### Los Ingobernables de Japón y ascenso al estrellato (2015–2019)
Mientras todos los luchadores de NJPW regresaban a Japón, Naito se mantuvo en Norteamérica, regresando a México y CMLL para un tour, durante el cual continuaría haciendo equipo con La Sombra como parte de Los Ingobernables (lucha libre). Su tour terminaría con él y La Sombra retando a Negro Casas y Shocker por el Campeonato Mundial en Parejas del CMLL. Naito regresaría a NJPW la semana siguiente con un nuevo personaje, anunciando que él era ahora el representante de los Ingobernables en NJPW. Desde julio 20 hasta agosto 14, Naito formó parte del 2015 G1 Climax, consiguiendo victorias ante A.J. Styles y el ganador del torneo, Hiroshi Tanahashi. Naito terminaría tercero en su bloque con un record de cinco victorias y cuatro derrotas, fallando en avanzar a las finales. En King of Pro-Wrestling Naito desafiaría fallidamente a Tanahashi por su contrato del G1 Climax. Durante la pelea, Takaaki Watanabe sería revelado como la nueva pareja de Naito, aunque su intento de interferencia fue detenido por Hirooki Goto y Katsuyori Shibata. Después, Naito y Watanabe, ahora conocido como "Evil" reclutarian a Bushi para formar un nuevo stable llamado Los Ingobernables de Japón.

## En lucha
- Movimientos finales

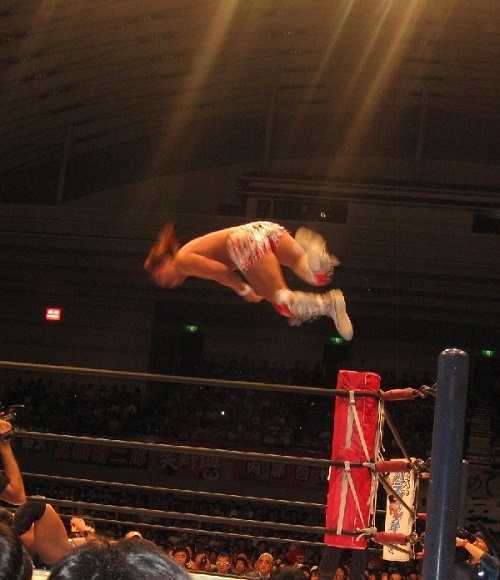
Naito ejecutando su Stardust Press a Tama Tonga.

  - Destino (Somersault reverse DDT)[1][2] – 2015–presente
  - Pluma Blanca (Koji clutch)[3] – 2013–2015; utilizado raramente a partir de entonces.
  - Stardust Press (Corkscrew moonsault)[4][5] – 2008–2015; utilizado raramente a partir de entonces.

- Movimientos de firma
  - Dragon suplex[6]
  - Evolucion (Swinging leg hook Samoan drop)[7]
  - Flying forearm smash[4][5]
  - German suplex[6]
  - Gloria (Lifting hammerlock cradle hold dropped into a sitout side powerslam)[8][9] – Innovated; 2011–present
  - Inverted Atomic Drop
  - Leg scissors cross kneelock[10]
  - Multiple kick variations
    - Missile drop[6]
    - Rolling wheel[6]
    - Slingshot corner drop[11][12]

  - Neckbreaker[10][13]
  - Polvo de Estrella (Modified hammerlock cradle)[14] – 2011–present
  - Somersault senton[6]
  - Super hurricanrana[13][15][16][17]
  - Swing Destino (Inverted tornado DDT from the middle rope)[18]
  - Tornado DDT[17][19][20][21]

- Apodos
  - "El Ingobernable"[22] (The Ungovernable)
  - "Stardust☆Genius"[23]
  - "Seigyo Funōna Karisuma"[24]
- Músicas de Entrada
  - "Jumping High" por Yonosuke Kitamura[25]
  - "No Limit" por 2 Unlimited
  - "Du hast" por Rammstein[4]
  - "Stardust" by Kazsin

## Campeonatos y logros
- New Japan Pro-Wrestling

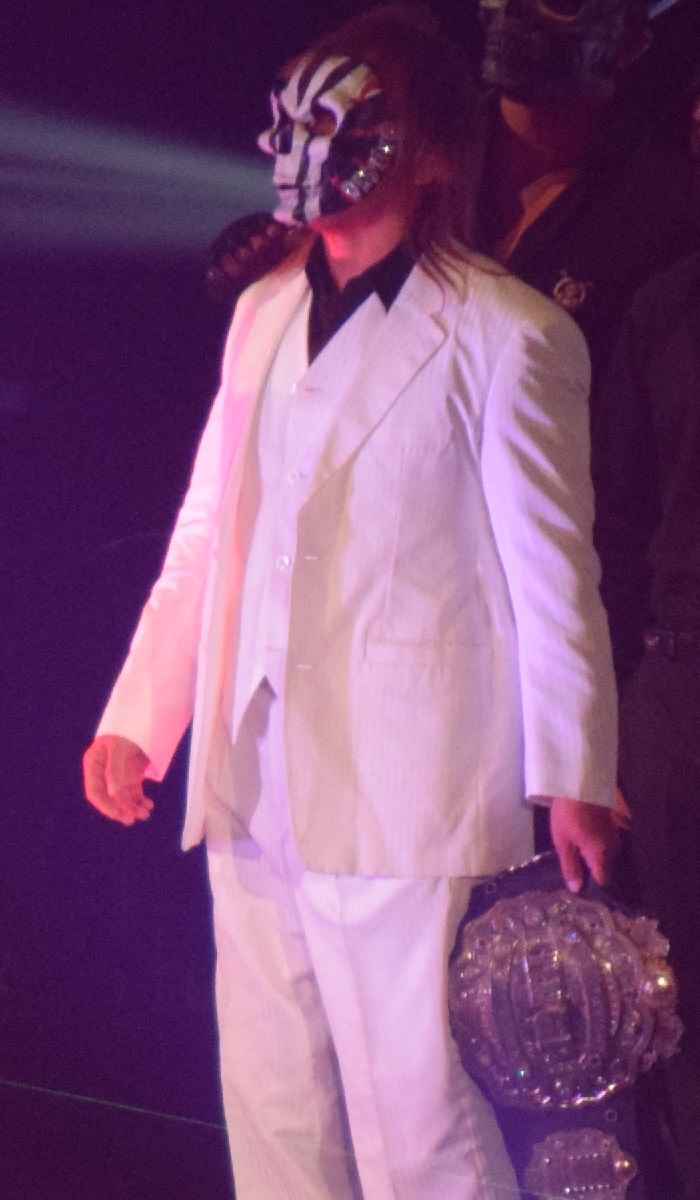
Naito con el cinturón del Campeonato Peso Pesado de la IWGP durante su primer reinado.

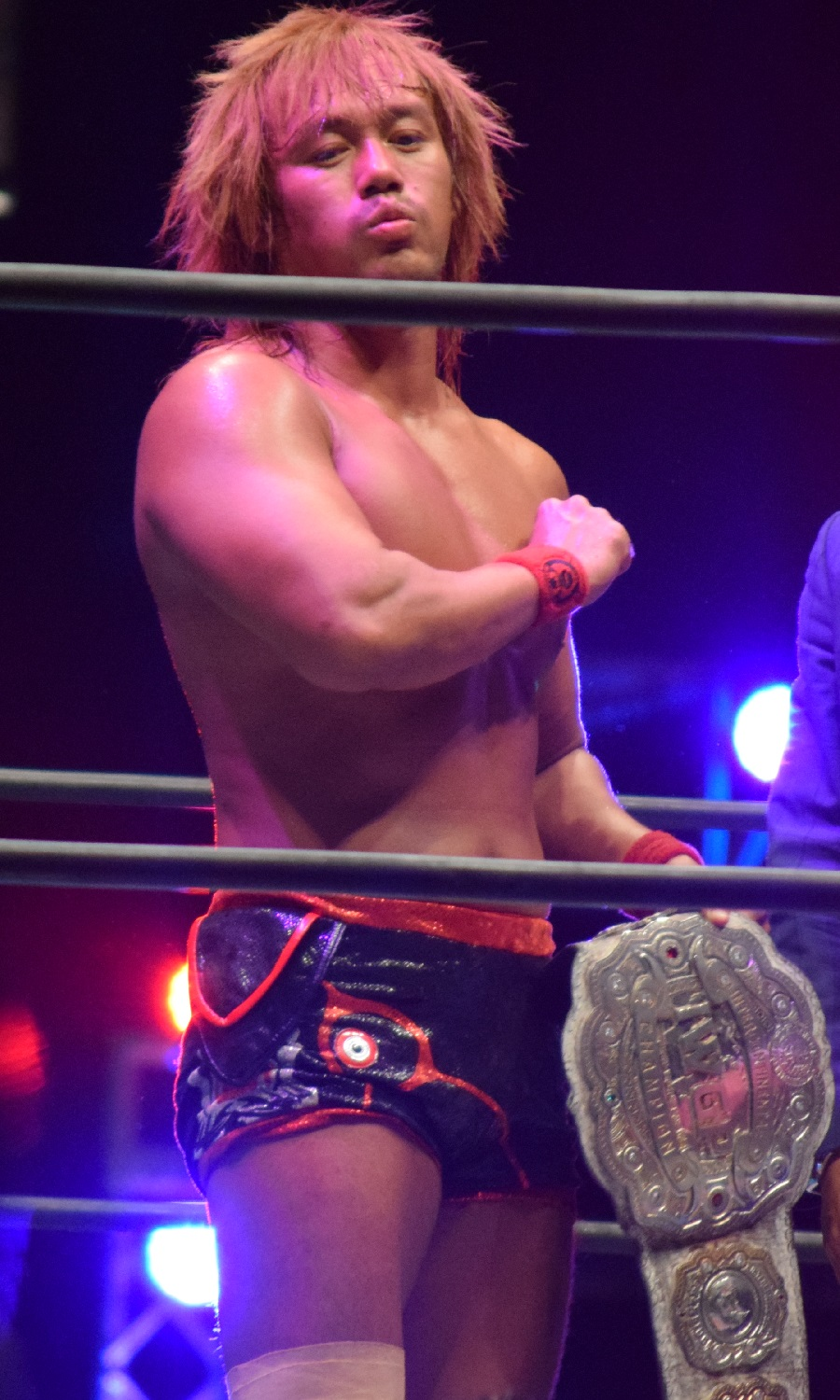
Naito como el Campeón Intercontinental de la IWGP.

  - IWGP World Heavyweight Championship (2 veces)
  - IWGP Heavyweight Championship (3 veces)
  - IWGP Intercontinental Championship (6 veces)
  - IWGP Tag Team Championship (2 veces) - Yujiro Takahashi (1) y Sanada (1)
  - IWGP Junior Heavyweight Tag Team Championship (1 vez) – con Yujiro Takahashi[26]
  - NEVER Openweight Championship (1 vez)
  - G1 Climax (2013, 2017 y 2023)
  - New Japan Cup (2016)
  - Triple Crown Championship (Primero)

- Tokyo Sports
  - MVP Award (2016, 2017)

- Pro Wrestling Illustrated
  - Clasificado en el puesto n.º 161 en los PWI 500 de 2009[27]
  - Clasificado en el puesto n.º 146 en los PWI 500 de 2010[28]
  - Clasificado en el puesto n.º 186 en los PWI 500 de 2011[29]
  - Clasificado en el puesto n.º 95 en los PWI 500 de 2012[30]
  - Clasificado en el puesto n.º 259 en los PWI 500 de 2013[31]
  - Clasificado en el puesto n.º 63 en los PWI 500 de 2014[32]
  - Clasificado en el puesto n.º 80 en los PWI 500 de 2015[33]
  - Clasificado en el puesto n.º 12 en los PWI 500 de 2016[34]
  - Clasificado en el puesto n.º 12 en los PWI 500 de 2017[35]
  - Clasificado en el puesto n.º 9 en los PWI 500 de 2018[36]
  - Clasificado en el puesto n.º 25 en los PWI 500 de 2019[37]
  - Clasificado en el puesto n.º 5 en los PWI 500 de 2020[38]
  - Clasificado en el puesto n.º 15 en los PWI 500 de 2021[39]
  - Clasificado en el puesto n.º 62 en los PWI 500 de 2022[40]
  - Clasificado en el puesto n.º 5 en los PWI 500 de 2024[41]

- Wrestling Observer Newsletter
  - Lucha 5 estrellas (2016) vs. Kenny Omega en G1 Climax 2016 - Day 16 el 13 de agosto
  - Lucha 5 estrellas (2017) vs. Michael Elgin en The New Beginning in Osaka el 11 de febrero
  - Lucha 5 estrellas (2017) vs. Hiroshi Tanahashi en G1 Climax 2017 - Day 17 el 11 de agosto
  - Lucha 5¾ estrellas (2017) vs. Kenny Omega en G1 Climax 2017 - Day 19 (Final) el 13 de agosto
  - Lucha 5 estrellas (2018) vs. Kenny Omega en G1 Climax 2018 - Day 2 el 15 de julio
  - Lucha 5 estrellas (2019) vs. Shingo Takagi en G1 Climax 2019 - Day 14 el 4 de agosto
  - Lucha 5 estrellas (2020) vs. Kazuchika Okada en Wrestle Kingdom 14 - Day 2 el 5 de enero